# Aim (muzikant)
Aim (echte naam: Andrew Turner) is een Brits muzikant, dj, remixer en producent die geboren werd in Barrow-in-Furness. 
Zijn vader was jazzdrummer en eigenaar van een instrumentenwinkel. Turner volgde de sporen van zijn vader en begon zijn eigen winkel. Hier ontdekte hij zijn talent voor de draaitafels dat zijn carrière een duw in de goede richting gaf. Aims muziek is een mengeling van funky elektronische muziek en hiphopbeats, wat kenmerkend is voor het label Grand Central Records. 
Hij werd ontdekt door Mark Rae en tekende bij Grand Central Records. Tot nu toe bracht hij drie studioalbums uit (Cold Water Music, Hinterland en Flight 602), een album waarop een verzameling vroeg werk staat en twee albums met zijn mixen als dj. 
Veel van zijn werk is instrumentaal, maar toch is op zijn albums ook gezang te vinden dankzij de samenwerking met Stephen Jones van Babybird, Diamond D, Souls of Mischief, QNC en Kate Rogers. 
Aim is ook een remixer en werkte reeds voor Ian Brown, Saint Etienne, The Charlatans, Lil' Kim, Thunderbugs, Archive, Down to the Bone, Texas enz.
Aim verliet Grand Central Records in het voorjaar van 2005 om nadien zijn eigen platenlabel op te richten, ATIC Records. Het eerste album dat daar verscheen, was Flight 602 op 25 september 2006.
- International Standard Name Identifier: 0000 0000 8011 952X
- MusicBrainz: 8e678953-c97b-435b-af18-2425b6db71d0
- Virtual International Authority File: 106546997